# Osmeridae
Gli Osmeridi (Osmeridae) sono una famiglia di pesci dell'ordine degli Osmeriformi. 

## Distribuzione e habitat

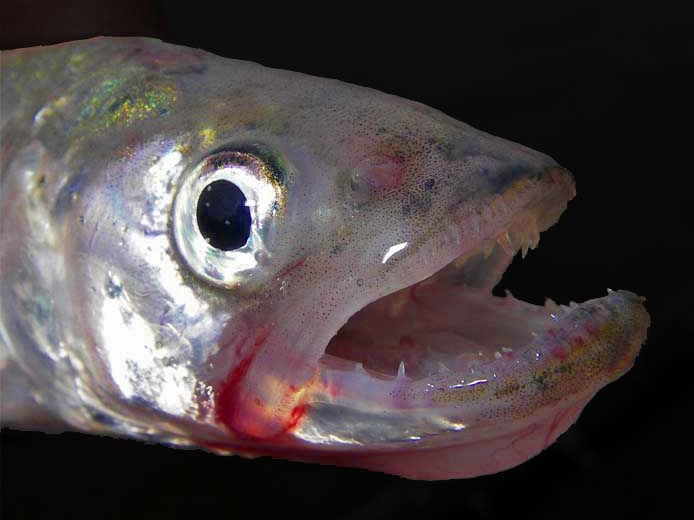
Particolare della bocca di Osmerus eperlanus

L'osmeride europeo (Osmerus eperlanus), detto anche sperlano, può misurare fino a 20 cm di lunghezza, è sottile, ha il capo aguzzo e il corpo argenteo, però verde oliva sul dorso con una lieve sfumatura verde-azzurra sulle pinne. Ha larghe mascelle, con la mandibola sporgente rispetto alla mascella e la bocca armata di numerosi denti: più sviluppati sulla mandibola, conici sul palato e con tutta una serie di grossi denti, simili a canini, sulla lingua. Dietro la pinna dorsale, ha una piccola pinna adiposa, localizzata un poco più anteriormente della pinna caudale omocerca. 

L'osmeride europeo è diffuso dalla Senna al Baltico; una specie affine (Osmerus mordax), invece, vive al largo della costa atlantica dell'America settentrionale, dal Golfo San Lorenzo alla Virginia. Il pesce candela (Thaleichthys pacificus), altra specie di osmeride che raggiunge i 30 cm di lunghezza, vive sulle coste del Pacifico, dall'Alaska al Canada, e l'osmeride surf (Hypomesus pretiosus) è diffuso dall'Alaska alla California. L'osmeride del Sacramento (Spirinchus thaleichthys), che s'incontra nella zona di San Francisco, è uno degli osmeridi più piccoli; misura, infatti, in media, 5 cm. Le rimanenti dieci specie di osmeridi sono diffuse nel Pacifico settentrionale. Questi pesci non sono presenti nell'emisfero meridionale. 

Gli osmeridi vivono in banchi molto numerosi nelle acque costiere e negli estuari, difficilmente se ne incontrano lontano dal litorale. Nelle acque europee, alcuni banchi trascorrono tutta la loro esistenza negli estuari. Spesso s'incontrano i giovani osmeridi anche negli specchi d'acqua fra i limiti delle maree. 

In alcune regioni europee gli osmeridi sono completamente circoscritti ad acque dolci, fenomeno questo che si è verificato anche nell'America settentrionale. Inoltre, l'osmeride dell'Atlantico è stato introdotto anche in alcune zone dei Grandi Laghi e si è moltiplicato in misura tale da essere ora oggetto di pesca a fini commerciali. In California s'incontra un osmeride d'acqua dolce che praticamente passa tutta la sua esistenza nel fiume Sacramento; mentre in Giappone, quella stessa specie di osmeride vive nel mare e migra verso i fiumi, solo per deporvi le uova.

## Riproduzione
I banchi di osmeridi europei adulti si raccolgono intorno ai grandi estuari, ad inverno inoltrato, per accedere ai fiumi all'epoca della riproduzione, che in alcune zone inizia a marzo ed in altre un po' più tardi. L'epoca in cui migrano per ovodeporre coincide anche con l'epoca in cui vengono catturati per fini commerciali. In tale periodo, i maschi presentano dei piccoli tubercoli sulle squame. Gli osmeridi, dopo l'ovideposizione, tornano nel mare, mentre i piccoli che nascono dalle uova rimangono negli estuari fino alla fine dell'estate. Questi pesci hanno uno sviluppo che non si discosta dalla norma, sebbene le uova presentino delle particolarità: sono infatti di color giallo chiaro, del diametro di circa 1 mm e si depositano sul fondo. Sono provviste di un duplice rivestimento tecale e, quando affondano, lo strato esterno si rompe in parte, mentre la parte libera si ripiega. La superficie interna è vischiosa e si fissa alle pietre e ad altri oggetti duri, fungendo da ancora per le uova stesse, le quali si schiudono da 8 a 27 giorni più tardi, a seconda della temperatura dell'acqua. Ogni larva, appena uscita dall'uovo, è lunga 6 mm circa, ma arriva a misurare circa 7,5 cm al termine del primo anno di vita.

## Alimentazione
Come si potrebbe desumere dalla fila di denti di cui sono provvisti, gli osmeridi hanno abitudini predatorie: i giovani si cibano prevalentemente di minuscoli crostacei (copepodi) e di larve di pesci, oltre a divorare anche piccoli vermi. Ben presto imparano anche a catturare le piccole aringhe ed i piccoli di altri pesci come merlani e ghiozzi, oltre ad un'ampia gamma di crostacei, dai copepodi ai gamberetti.

## Importanza per l'uomo
Dappertutto gli osmeridi hanno un ruolo importante per l'alimentazione dei pesci più grossi che se ne cibano. L'ittiologo Earl S. Herald ha descritto efficacemente l'incredibile quantità di osmeridi che vengono catturati, citando il caso dell'osmeride del Sacramento, lungo 7,5 cm, di cui ne sono stati catturati ben 60.000 nelle reti predisposte per gli scampi, in un intervallo di sole tre ore. Nel fiume Columbia, più a nord, vengono catturati ogni anno migliaia e migliaia di osmeridi mentre migrano per deporre le uova.

La carne dell'osmeride europeo è molto saporita nonostante il forte odore di cetriolo che emana, che si fa ancora più acuto se la pelle è stata danneggiata.
Anche nell'America settentrionale, in passato, gli indiani catturavano grandi quantità di pesce candela, che hanno una carne molto oleosa. Questi venivano poi fatti essiccare e, legati ad un bastone, potevano essere accesi e usati a mo' di torcia.

## Tassonomia
- Genere Osmerus Linnaeus, 1758
  - Osmerus eperlanus (Linnaeus, 1758)
  - Osmerus mordax (Mitchill, 1814)
  - Osmerus dentex Steindachner e Kner, 1870
  - Osmerus spectrum Cope, 1870

- Genere Mallotus Cuvier, 1829
  - Mallotus villosus (Müller, 1776)

- Genere Thaleichthys Girard, 1858

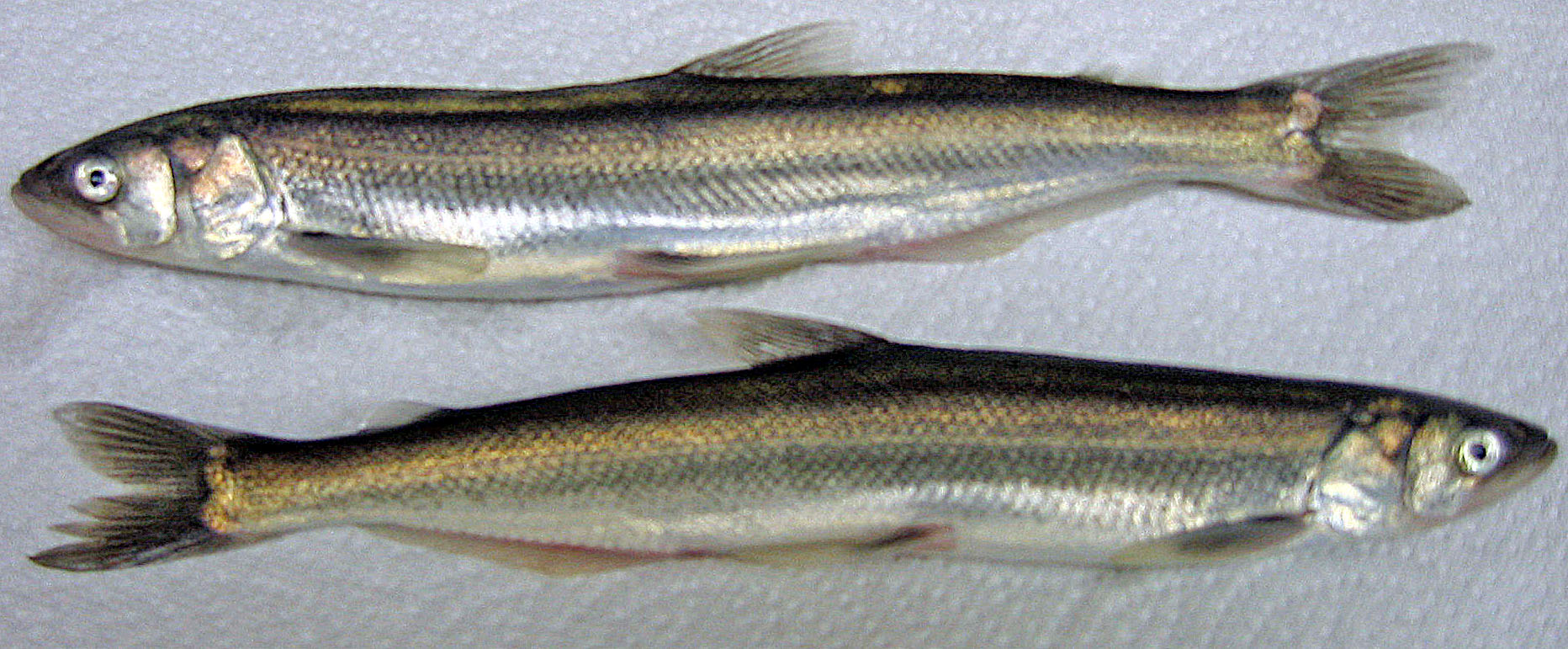
Thaleichthys pacificus

  - Thaleichthys pacificus (Richardson, 1836)

- Genere Hypomesus Gill, 1862
  - Hypomesus pretiosus (Girard, 1854)
  - Hypomesus olidus (Pallas, 1814)
  - Hypomesus japonicus (Brevoort, 1856)
  - Hypomesus nipponensis McAllister, 1963
  - Hypomesus transpacificus McAllister, 1963

- Genere Spririnchus Jordan ed Evermann, 1896
  - Spirinchus thaleichthys (Ayres, 1860)
  - Spirinchus lanceolatus (Hikita, 1913)
  - Spirinchus starksi (Fisk, 1913)

- Genere Allosmerus Hubbs, 1925
  - Allosmerus elongatus (Ayres, 1854)